# Strongylosoma subnigrum
Strongylosoma subnigrum är en mångfotingart som beskrevs av Pocock 1894. Strongylosoma subnigrum ingår i släktet Strongylosoma och familjen orangeridubbelfotingar. Inga underarter finns listade i Catalogue of Life.